# Ernst K. Zinner
Ernst Kunibert Zinner (* 30. Jänner 1937 in Steyr, Österreich; † 30. Juli 2015 in St. Louis, USA) war ein österreichischer Astrophysiker.

## Wissenschaftliche Laufbahn
Ernst K. Zinner war ein Sohn des Bildhauers Kunibert Zinner. Er wuchs in St. Peter in der Au auf, studierte Physik an der Technischen Universität Wien und schloss dort mit dem Diplom ab.  1965 ging er an die Washington University in St. Louis und promovierte dort 1972 im Fachgebiet Teilchenphysik. Im gleichen Jahr wurde er von Robert M. Walker (1929–2004) an das neugegründete Forschungslaboratorium für Weltraum-Physik in St. Louis, dem späteren McDonnell Center for the Space Sciences, berufen. Zu dieser Zeit konzentrierten sich die Forschungsarbeiten von Walkers „Fourth Floor Group“ hauptsächlich auf das Verständnis und die Nutzung von Strahlungsschäden in kristallinen Festkörpern als Proxy der thermischen Vorgeschichte, des Expositionsalters und der Strahlungsumgebung. Das erste Projekt, an dem Ernst zusammen mit Walker sowie Janet Borg und Michel Maurette arbeitete, betraf die Messung der Häufigkeit schwerer Ionen (der Fe-Gruppe) im Sonnenwind, wie sie durch Kernspuren in Glimmer in einem Experiment aufgezeichnet wurden, das von den Apollo-17-Astronauten durchgeführt wurde. Aus Zinners erstem Kontakt mit der Weltraumforschung ergaben sich auf natürliche Weise zwei Impulse: die Erkenntnis, dass bessere Analysemethoden für die Mikroanalyse erforderlich sind, und das Interesse an den interplanetaren Staubpartikeln, die Mikroeinschlagskrater auf der Oberfläche von Mondbodenkristallen verursachen. Um das erstgenannte Ziel zu erreichen, machten sich Walker und Zinner an die Entwicklung einer neuartigen Oberflächenanalysetechnik zur Quantifizierung der Elementverteilung in komplexen Materialien wie Mondkörnern. Um die Analysen durchzuführen, wendeten sie die Sekundärionen-Massenspektrometrie (SIMS) wegen ihrer hohen Tiefenauflösung. Der Analyse extraterrestrischer Materialien blieb er seinem Forschungsleben lang treu und wurde bekannt für die Entwicklung und Anwendung hochentwickelter Methoden der Massenspektrometrie und Mikroskopie zur Untersuchung extraterrestrischer Proben.

### Wichtigste wissenschaftliche Leistungen
(Quelle: )
- Pionierarbeit der Lithischen Astronomie: Zinner trug dazu bei, ein völlig neues Forschungsgebiet zu etablieren – die Verwendung mikroskopisch kleiner Sternenstaubkörner aus Meteoriten zur Untersuchung stellarer Prozesse. Diese Körner, buchstäblich Stücke von Sternen, ermöglichen es Wissenschaftlern, die chemischen und nuklearen Prozesse im Inneren von Sternen zu untersuchen.
- Die Entwicklung von Ionensondentechniken (SIMS): Zinner hat die Entwicklung und den Einsatz der Sekundärionen-Massenspektrometrie (SIMS), einer Technik, die für die Analyse mikroskopischer Partikel entscheidend ist, maßgeblich vorangetrieben. Seine methodischen Innovationen ermöglichten es den Forschern, Isotope und Elemente in sehr kleinen Maßstäben genau zu messen, was unser Verständnis der Kosmochemie erheblich verbessert hat.
- Die Entdeckung der präsolaren Körner: Zusammen mit Kollegen entdeckte Zinner präsolare Körner in Meteoriten – mikroskopisch kleine Minerale, die vor unserem Sonnensystem entstanden sind und von anderen Sternen stammen. Diese Entdeckungen waren bahnbrechend, da sie direkte Proben von Material lieferten, das sich außerhalb unseres Sonnensystems gebildet hat, und unser Verständnis der Sternentwicklung, der Nukleosynthese und des Ursprungs der Materialien des Sonnensystems neu prägten.
- Isotopenstudien und Erforschung des kosmischen Staubs: Zinner untersuchte ausgiebig isotopische Anomalien in meteoritischen Materialien, Mondproben und interplanetaren Staubpartikeln (IDPs). Seine Forschungen bestätigten, dass IDPs eine Zusammensetzung haben, die ihre primitive Natur und ihr interstellares Erbe widerspiegelt.
- Seine Beiträge zu Weltraummissionen: Er leistete wissenschaftliche Beiträge zu verschiedenen Weltraummissionen, darunter Apollo, Stardust und Rosetta, und lieferte oft kritische Analysemethoden und Interpretationen der von diesen Missionen zurückgegebenen extraterrestrischen Proben.

Ernst Kunibert Zinner hatte aber auch als Mentor und Mitarbeiter großen Einfluss auf die Kosmochemie und Astrophysik. In seinem Labor arbeiteten zahlreiche internationale Wissenschaftler, so dass seine Arbeit auch über sein unmittelbares Forschungsumfeld hinaus von Bedeutung war. Zinners Arbeit brachte ihm prestigeträchtige Anerkennungen ein, darunter die Leonard-Medaille der Meteoritical Society und die Mitgliedschaft in der Österreichischen Akademie der Wissenschaften, was sein internationales Ansehen und sein bleibendes wissenschaftliches Vermächtnis widerspiegelt.
War er wissenschaftlich international bestens vernetzt, so blieb er doch der Washington University in St. Louis treu. Dort erhielt er 1989 eine Professur für Weltraumphysik, die er bis zu seiner Emeritierung im Jahr 2015 innehatte. Insgesamt war Zinner mehr als 50 Jahre lang wissenschaftlich tätig.
Ernst Kunibert Zinners Beitrag für die Wissenschaft wurde anlässliche seines 70. Geburtstags 2007 durch einen special issue of Meteoritics & Planetary Science gewürdigt.

## Privates
Während eines Sabbatjahres 1980 an der Technischen Universität Wien lernte er die Chemikerin Brigitte Wopenka kennen, die er in St. Louis heiratete. Aus der Ehe ging der Sohn Max hervor. Beide forschten 30 Jahre gemeinsam auf dem Gebiet der Weltraumphysik. Zinner war auch ein anerkannter Pianist und Cellist. Er litt die letzten Lebensjahre an Mantelzelllymphom. Nach seinem Tod im Jahr 2015 wurde er in Österreich beigesetzt.

## Ehrungen und Mitgliedschaften
- 1987 Antarctic Service Medal, National Science Foundation
- 1988 Fellow of the Meteoritical Society
- 1991 Fellow der American Physical Society
- 1997 J. Lawrence Smith Medal, National Academy of Sciences
- 1997 Leonard Medal of the Meteoritical Society
- 1998 Fellow der Geochemical Society
- 1998 Fellow der Association for Geochemistry
- 2002 Korrespondierendes Mitglied der Österreichischen Akademie der Wissenschaften[2]
- 2010 Merle A. Tuve Fellow of the Carnegie Institution of Washington
- 2011 Fellow of the American Association for the Advancement of Science